# Velcom
Velcom était le système de vélos en libre-service à Aubervilliers, Saint-Denis, La Courneuve et L'Île-Saint-Denis en Seine-Saint-Denis, mis en place par la communauté d'agglomération Plaine Commune. Velcom était une déclinaison du système Cyclocity de JCDecaux, qui en assurait la gestion. Lors de son inauguration le 24 juin 2009, le service Velcom proposait 450 vélos répartis dans 50 stations.
En raison du vol de plus des deux tiers du parc et des coûts de remplacement et de maintenance très élevés, le service a été arrêté en mai 2011.
En août 2012, après une longue période de réflexion sur la viabilité économique du système, la décision a été prise par Plaine Commune de supprimer définitivement l'expérience. Toutes les stations ont été démontées au mois d’août et les abonnés remboursés.

## Les interruptions du service
À la suite d'un nombre de vols et d'actes de vandalisme particulièrement élevé (428 des 450 vélos avaient été détruits ou subtilisés), le service a été interrompu pour la première fois de son histoire pendant un peu plus de six mois à partir du 13 septembre 2010 afin de « sécuriser le parc ». Depuis le 29 mars 2011, le service fonctionnait à nouveau avec 250 vélos disponibles dans 47 stations. Afin de lutter contre les vols, les vélos avaient été équipés d'une puce d'identification à distance.
Las, les disparitions de vélos se poursuivant à un rythme soutenu, le service est interrompu de nouveau en mai 2011, pour une « période indéterminée ». Début août 2012, l'annonce officielle de l'abandon du service est faite.
Dans la pratique, à cause du manque des vélos en station. le service était indisponible plusieurs semaines avant chaque officialisation d'arrêt du service.

## Fréquentation
Contrairement à son grand frère, le Vélib' parisien, le Velcom n'a pas trouvé son public. Selon des chiffres communiqués par Plaine Commune en août 2011, seulement 60 à 80 personnes utilisaient quotidiennement le service et seul un nombre restreint des 47 stations étaient vraiment actives. Afin de rendre l'utilisation plus attractive, la communauté d'agglomération avait étudié l'hypothèse de rendre le service gratuit pour les jeunes de 14 à 18 ans et de mettre en place des tarifs réduits pour les lycéens, les étudiants, les demandeurs d'emploi, les allocataires du revenu de solidarité active (RSA), les agents des communes de la communauté d'agglomération, les détenteurs de la Carte Intégrale et les abonnés du système Vélib'.

## Tarifs

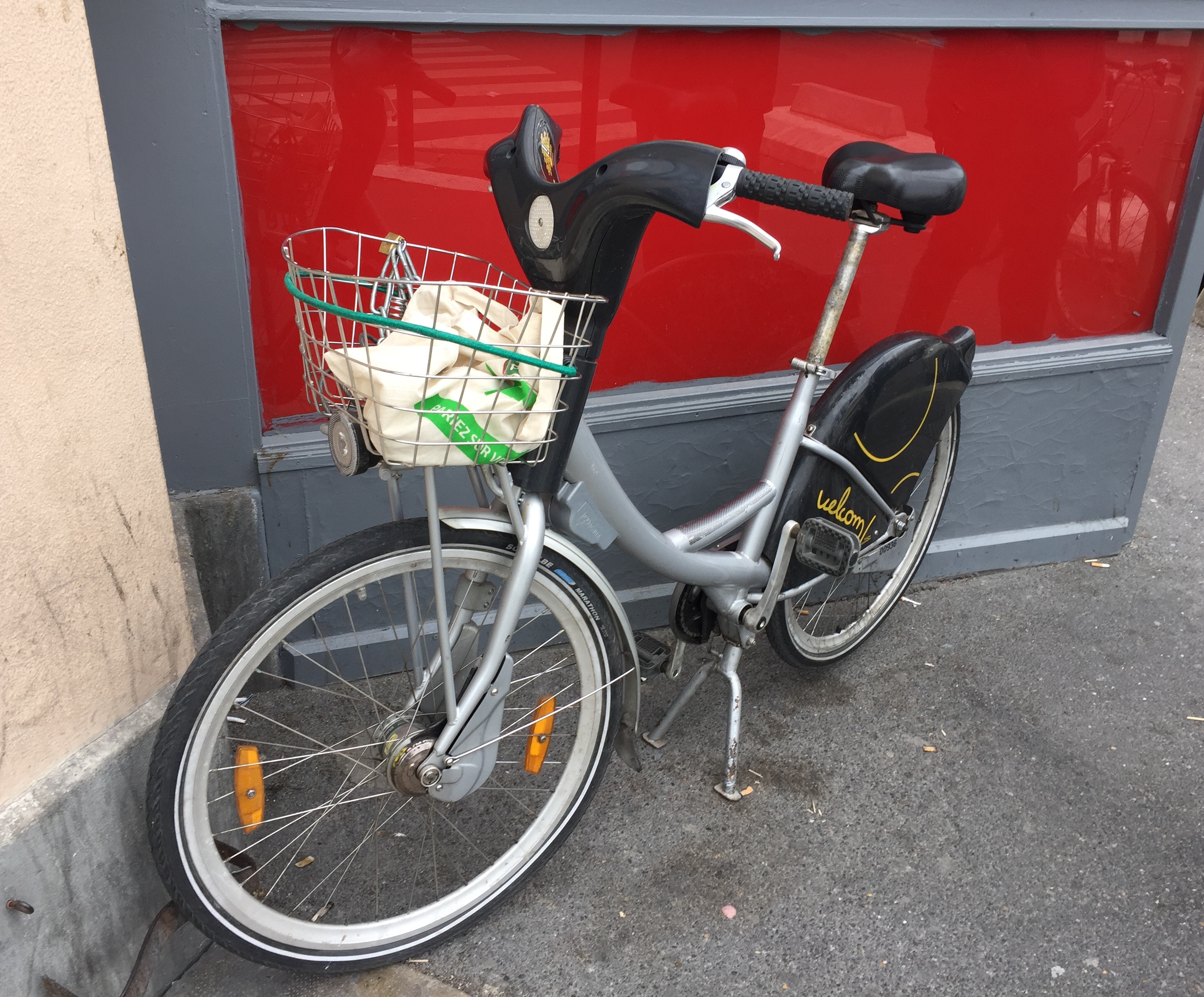
Un ancien Velcom privatisé en 2018.

Comme pour des systèmes comparables dans d'autres villes, l'usager devait d'une part souscrire un abonnement, d'autre part payer l'utilisation effective d'un vélo.
Le tarif de l'abonnement était de :
- 29 €, pour un an ;
- 5 €, pour une semaine ;
- 1 €, pour une journée.

La location d'un vélo était gratuite pendant la première demi-heure. Ensuite, les usagers devaient payer : 
- 1 €, pour la première demi-heure supplémentaire ;
- 2 €, pour la deuxième demi-heure supplémentaire ;
- 4 €, par demi-heure pour toute demi-heure supplémentaire.

La durée de location maximale autorisée était de 24 heures.

## Postérité
En 2018, Vélib' Métropole doit se déployer sur une partie du territoire avec 15 stations à Saint-Denis et 13 à Aubervilliers, dont 30 % de vélos à assistance électrique.